# Osibisa
Osibisa je skupina, založená v roce 1969 v Londýně čtyřmi africkými a třemi karibskými hudebníky. Skupina dosáhla vrcholu popularity v 70. letech a byla jednou z nejoblíbenějších afrických skupin.

## Historie
Zakládajícími členy byli Teddy Osei z Ghany (saxofon), Sol Amarfio (bicí) a Mac Tontoh (trumpeta); k nim se později přidali Spartacus R z Grenady (baskytara), Robert Bailey z Trinidadu a Tobaga (klávesy), Wendell Richardson z Antiguy (sólová kytara) a Lasisi Amao z Nigérie (perkusy a tenor saxofon).
Členy skupiny byli též Darko Adams Potato z Ghany (zemřel v roce 1995), Kiki Djan (zemřel v roce 2004) a Mac Tontoh (zemřel v srpnu 2010).
Členové skupiny Osibisa označují sami sebe jako kmotry world music a tvrdí, že vyšlapali cestu mnohem slavnějším hudebníkům jako byl Bob Marley, který se stal populárním v polovině 70. let. Jejich hudba je popisována jako fúze africké, karibské a latinské hudby, jazzu, rocku a R&B.

## Hudebníci
- saxofon – Teddy Osei
- trumpeta – Colin Graham
- perkusy, konga – Kofi Ayivor
- bicí – Sol Amarfio
- klávesy – Bessa Simons, Kwame Yeboah, Chris Jerome
- kytary – Kari Bannerman, Gregg Kofi Brown
- baskytara – Victor Mansah, Gregg Kofi Brown

## Diskografie

### Alba
- 1971 – Osibisa
- 1971 – Woyaya – (Billboard # 66)
- 1972 – Heads
- 1973 – Best of Osibisa
- 197X – Uhuru
- 197X – The Warrior
- 1974 – Superfly TNT
- 1973 – Happy Children
- 1974 – Osibirock
- 1975 – Welcome Home
- 1976 – Ojah Awake
- 1977 – Black Magic Night: Live at the Royal Festival Hall
- 198X – Ayiko Bia
- 1980 – Mystic Energy
- 1981 – African Flight
- 1983 – Unleashed
- 1984 – Live at the Marquee 1983
- 1989 – Jambo
- 1989 – Movements
- 1992 – Africa We Go Go
- 1992 – Criss Cross Rhythms
- 1992 – Warrior
- 1994 – Celebration: The Best of Osibisa
- 1994 – The Very Best of Osibisa
- 1995 – Unleashed
- 1995 – African Flight
- 1997 – Monsore
- 1997 – Hot Flashback Volume 1
- 1997 – The Best of Osibisa
- 1997 – The Best of Osibisa (2 CD)
- 1998 – Ultimate
- 1998 – Live At Croperdy
- 2001 – Aka Kakra (Acoustic Live)
- 2002 – Millennium Collection
- 2003 – African Dawn, African Flight
- 2004 – Wango Wango
- 2005 – Blue Black Night (Live) (2 CD)

### Singly
- Music for Gong Gong
- Sunshine Day (1976)
- Dance the Body Music
- Coffee Song
- Fire
- Ojah Awake

### DVD
- Osibisa - Live (DVD Plus) – vydáno 2003 (záznam z roku 1983)
- The Warrior – (záznam z roku 1990)